# São Jorge (Santana)
Pour les articles homonymes, voir São Jorge.
São Jorge est une freguesia portugaise située dans la ville de Santana, dans la région autonome de Madère. Sa superficie est de 18,30 km² et sa population de 1 610 habitants (2001). Densité : 88,0 h/km².

## Géographie
São Jorge se trouve à la latitude 32.82 (32°49') nord et à la longitude 16.9 (16°') ouest. Son altitude est de 243 mètres. Elle est reliée à la municipalité de Santana par la route ER101. Elle est limitée au nord par l'Océan Atlantique et au sud par la montagne. À l'ouest se trouve la paroisse de Arco de São Jorge, et à l'est celles de Ilha et de Santana. L'altitude maximale atteint 1 592 m au Pico Canário, suivi par le Pico dos Assumadouros (1 184 m). La moitié de la paroisse se trouve en pleine forêt de laurisilva.

## Économie
La principale activité de la population est l'agriculture.

## Infrastructures
São Jorge possède un lycée, une école primaire et un centro de dia.

## Patrimoine
La paroisse possède une église de style baroque, construite en 1761, ainsi qu'une chapelle dédiée à Saint Pierre, datant de 1475, et une autre au Sacré Cœur de Jésus, achevée aux alentours de l'an 2000.

### Vues de l'église São Jorge

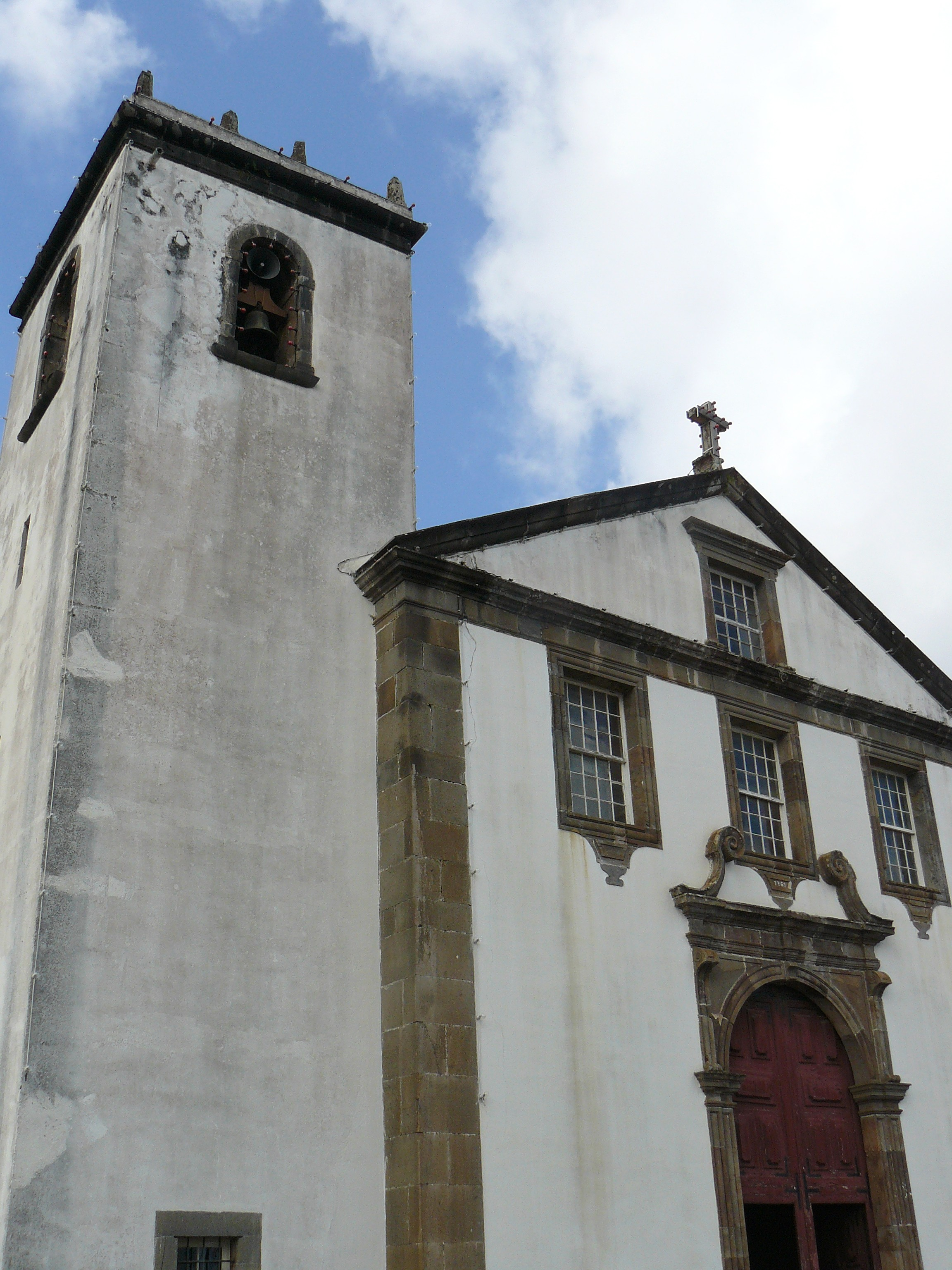
La façade
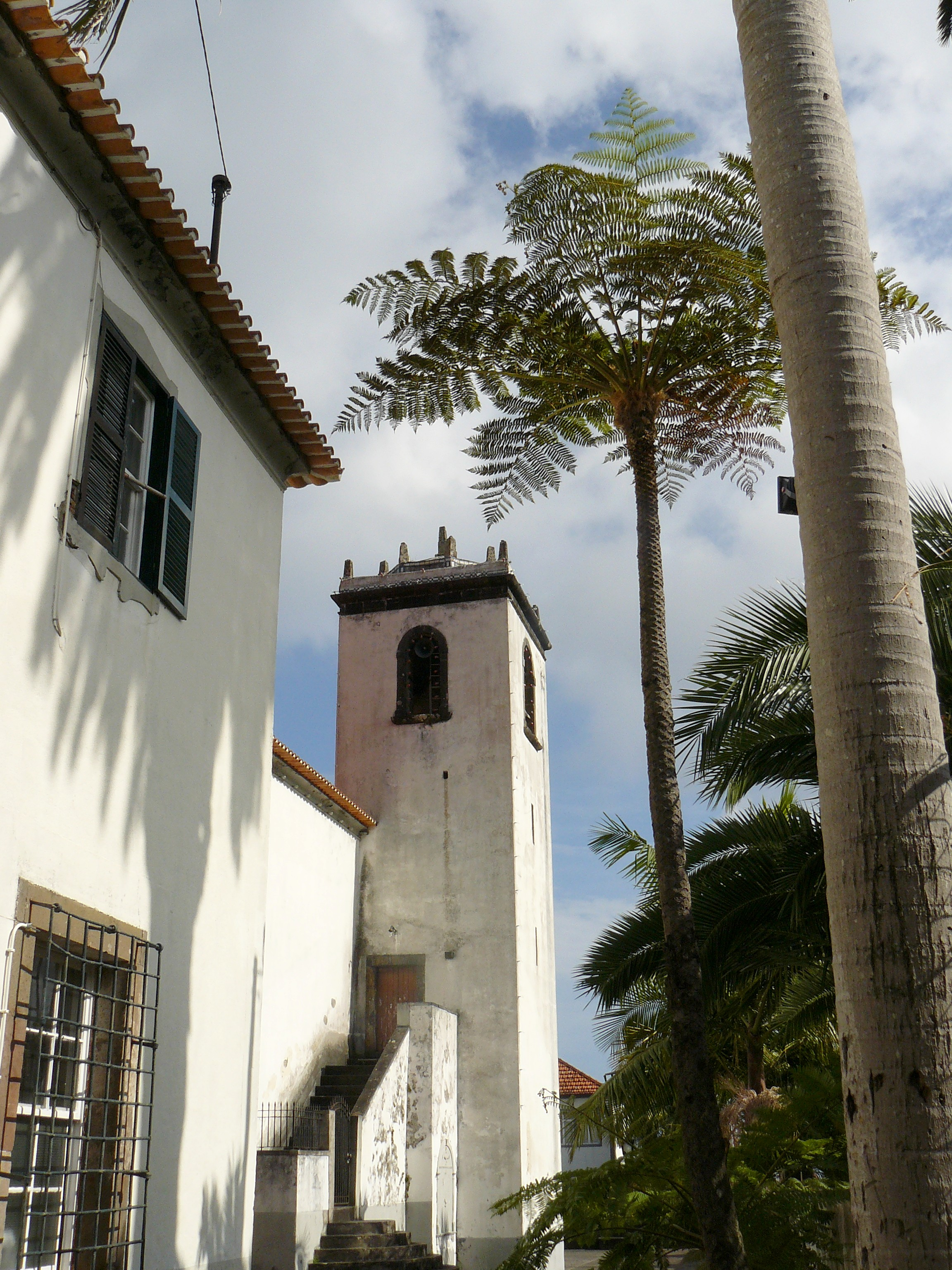
Vue latérale
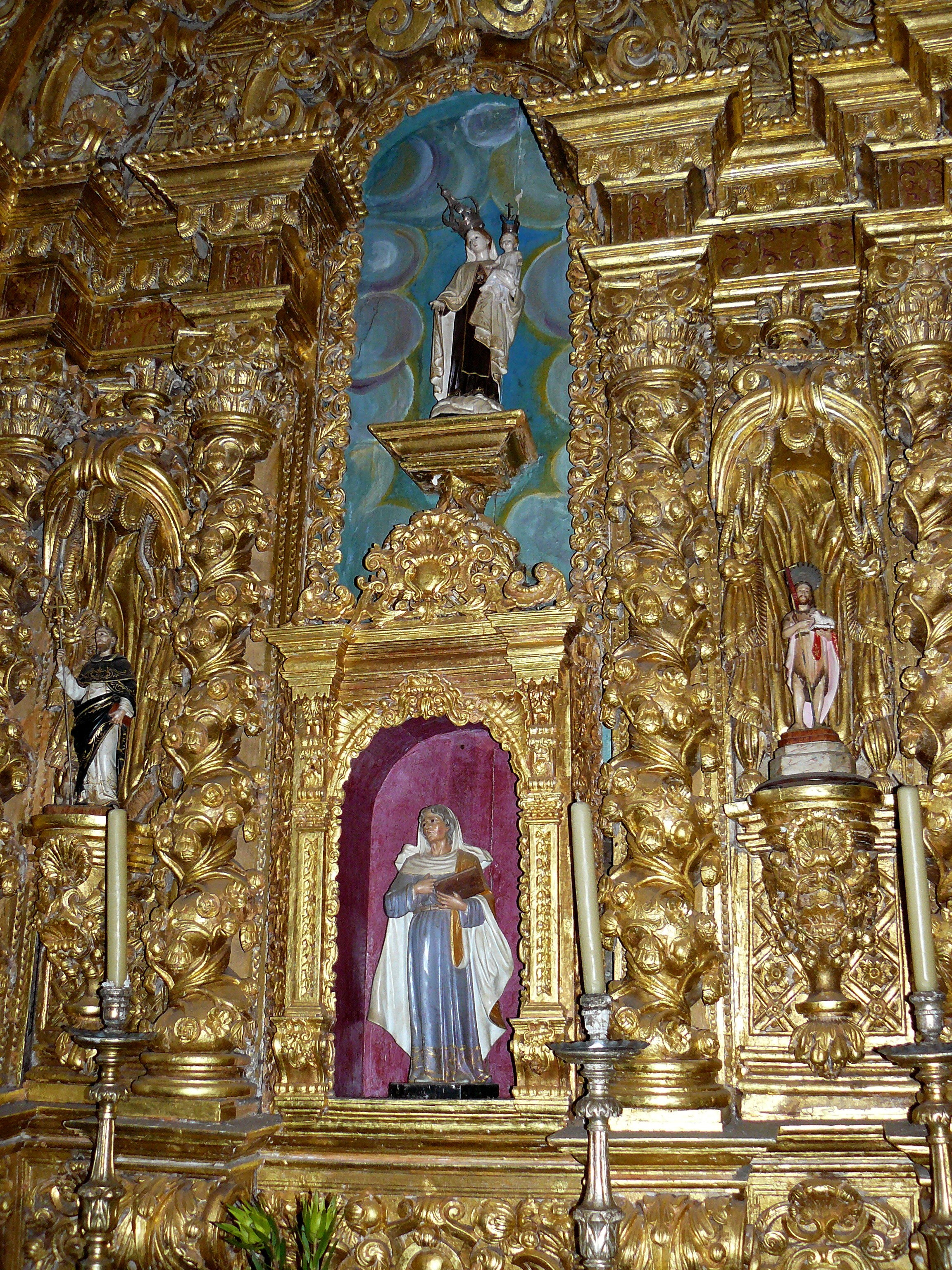
Vue intérieure

### Praia de São Jorge
La plage de São Jorge (appelée aussi Calhau do São Jorge) fait partie de la Reserva Natural do Sítio da Rocha do Navio. C'est une plage de galets peu propice à a baignade. (Calhau, signifie plage de galets en portugais). Une petite piscine artificielle a été aménagée à l'embouchure de la rivière de São Jorge.
Le site comportait une sucrerie, elle est actuellement en ruine. Les bananeraies ont remplacé la culture de la canne à sucre.

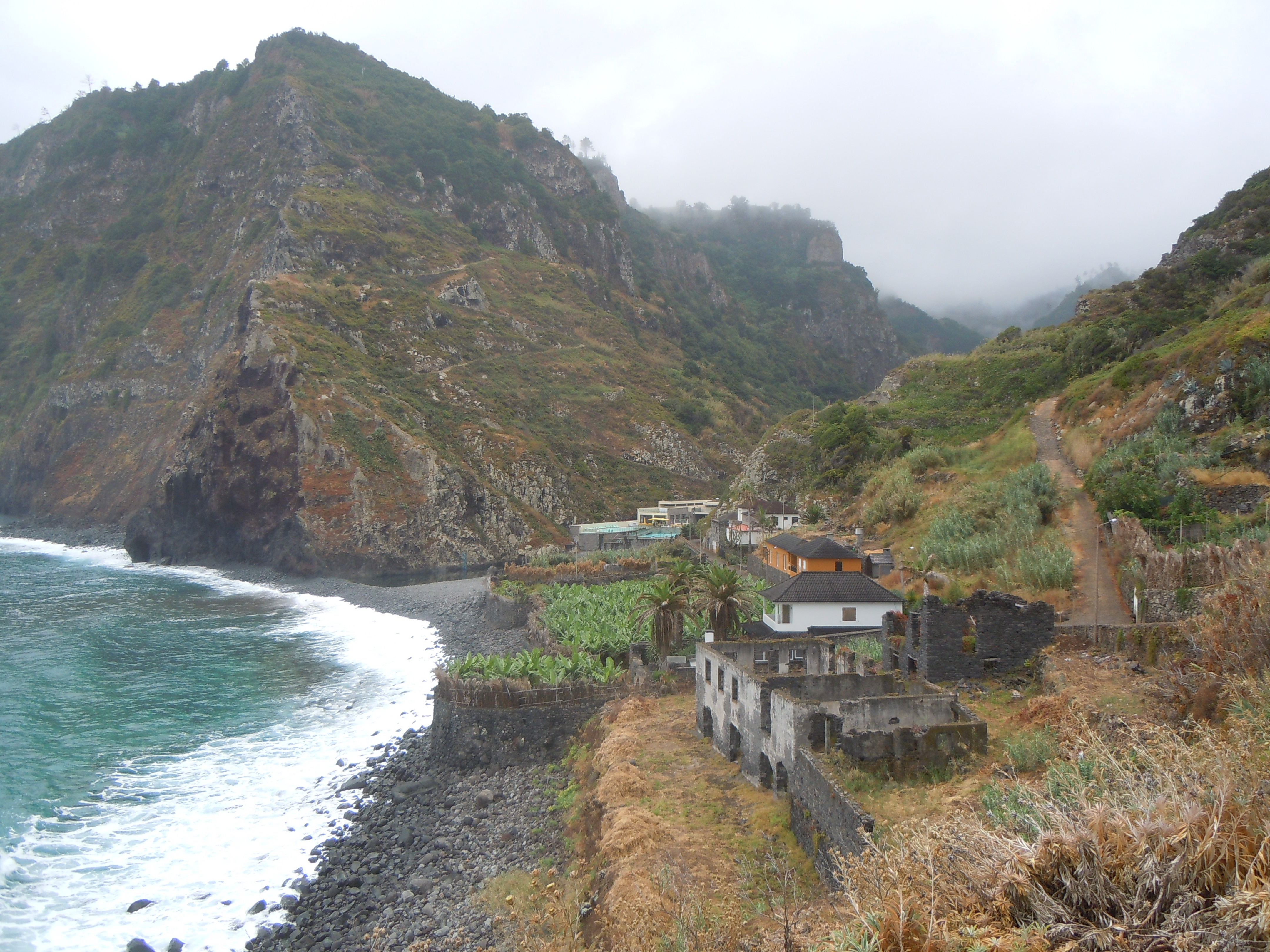
Vue de la plage de São Jorge.
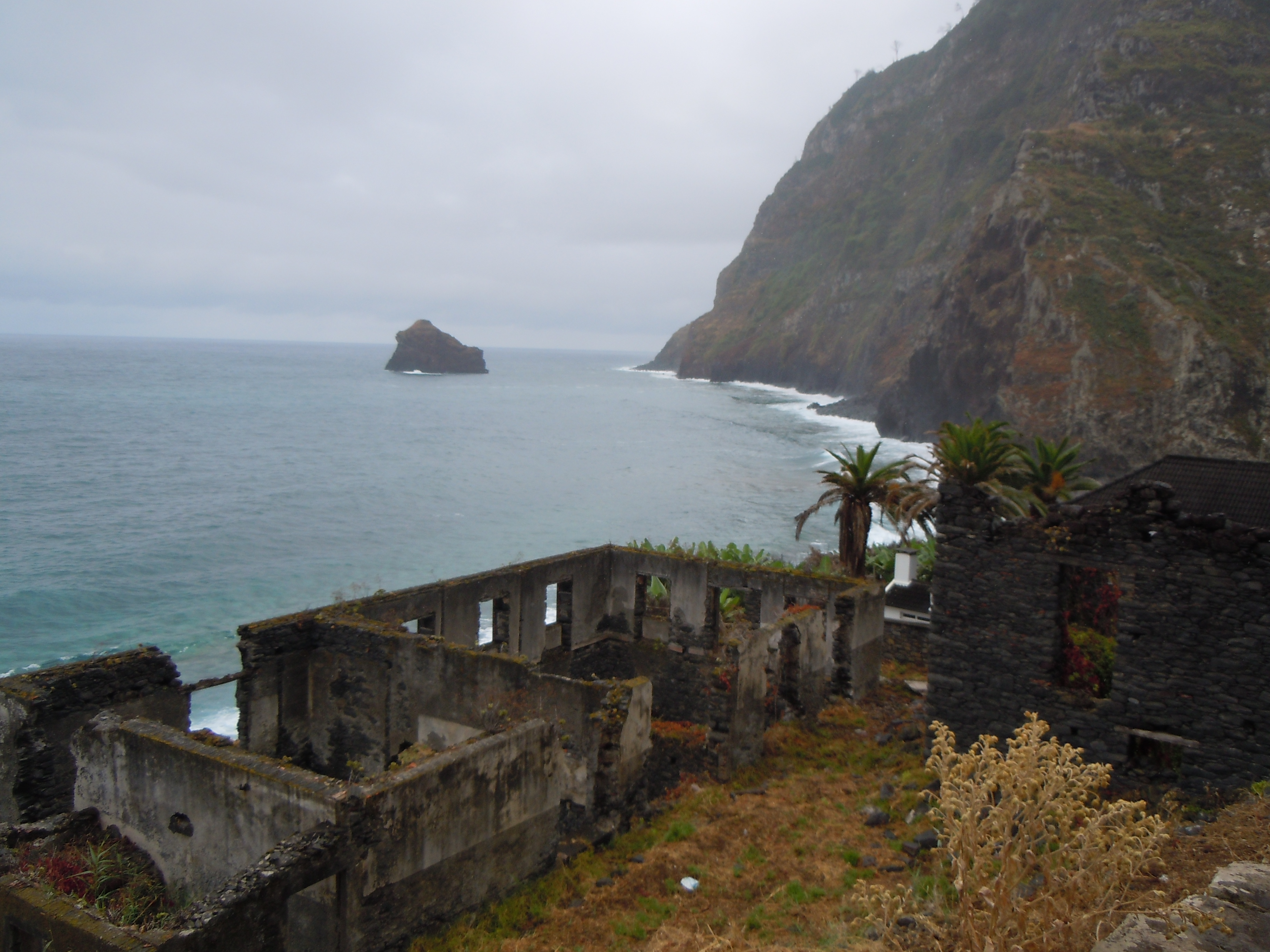
Ruines de l'ancienne sucrerie.
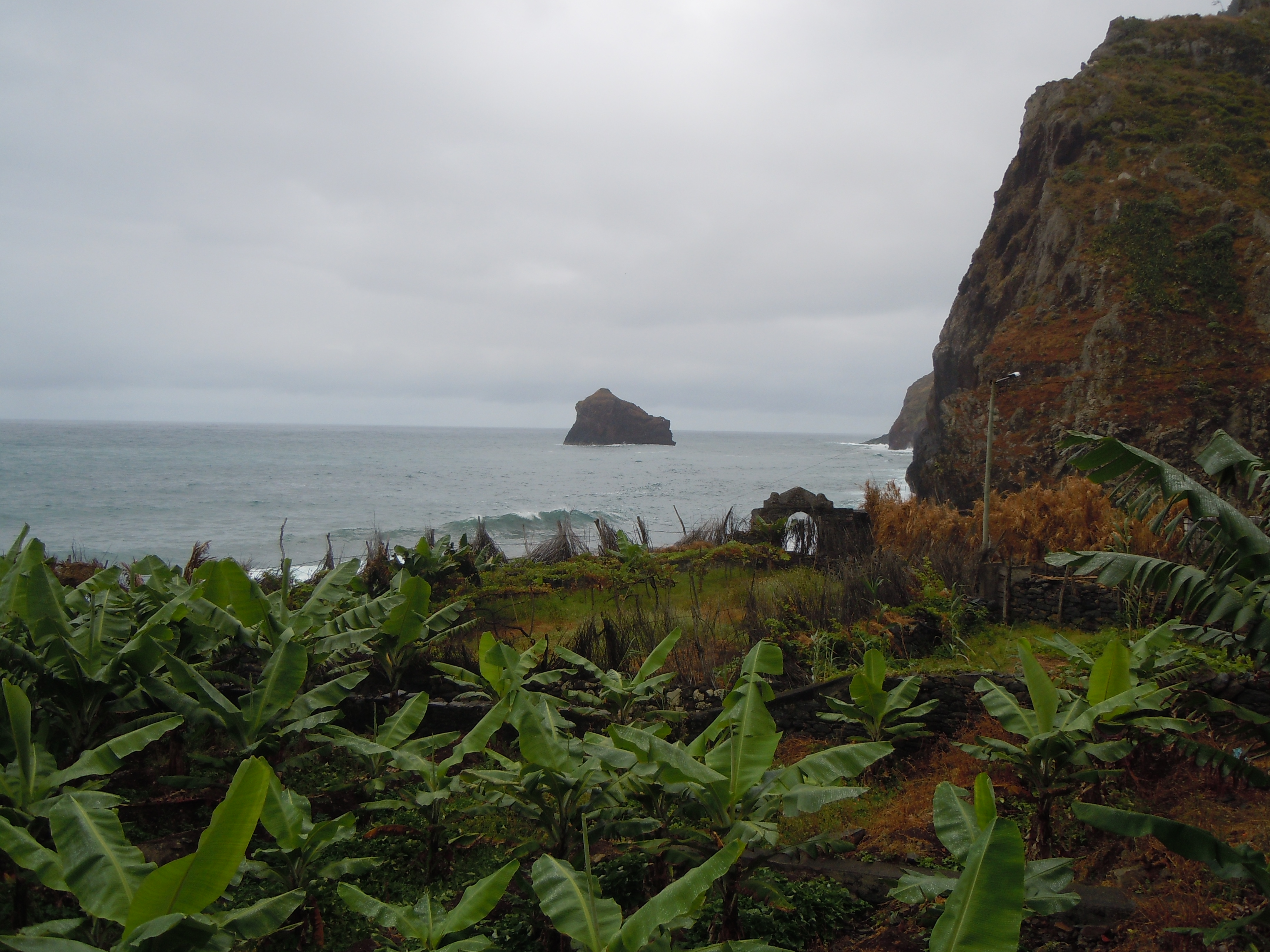
Les bananeraies devant l'îlot Rocha das Cabras.
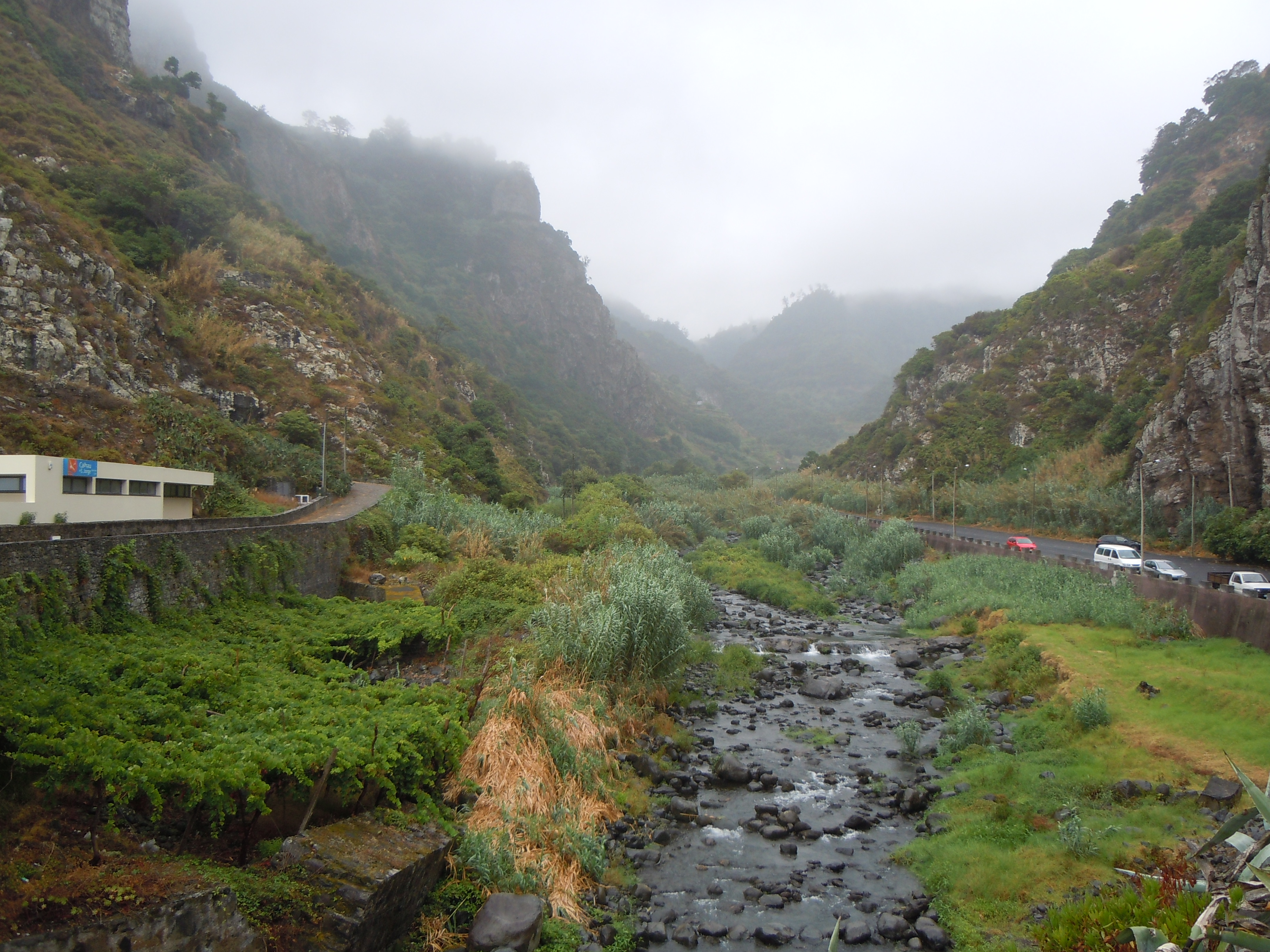
Rivière de São Jorge et le parking d'accès au site.